# Thomas Hibberd
Thomas Hibberd   (Ottawa, 22 d'abril de 1926 - Ottawa, 10 de maig de 2017) va ser un jugador d'hoquei sobre gel canadenc que va competir durant la dècada de 1940.
El 1948 va prendre part en els Jocs Olímpics d'Hivern de St. Moritz, on guanyà la medalla d'or en la competició d'hoquei sobre gel.
El 2008 fou inclòs al Canadian Olympic Hall of Fame.